# Megaselia conifera
Megaselia conifera är en tvåvingeart som beskrevs av Borgmeier 1967. Megaselia conifera ingår i släktet Megaselia och familjen puckelflugor. Inga underarter finns listade i Catalogue of Life.